# بلاکس
بلاکس (به اسپانیایی: Blacos) یک دهستان در اسپانیا است که در سریا واقع شده‌است.

## خصوصیات
بلاکس ۱۷ کیلومترمربع مساحت و ۵۹ نفر جمعیت دارد و ۱٬۰۴۴ متر بالاتر از سطح دریا واقع شده‌است.